# Andaandi
L’andaandi, aussi appelé dongolawi, est une langue nubienne parlée dans le Nord du Soudan par les Dongalawi. Elle est proche du mattokki parlée en Égypte.